# Aéroport Dehong de Mangshi
L'aéroport Dehong de Mangshi (chinois simplifié : 德宏芒市机场) (code IATA : LUM • code OACI : ZPLX) est un aéroport desservant Mang Ville de Dehong, la Province du Yunnan, en Chine. Il était autrefois dénommé Mangshi Luxi.

## Compagnies aériennes et destinations
| Compagnies              | Destinations |
| ----------------------- | --- |
| China Eastern Airlines  | Pékin-Capitale, Chengdu-Shuangliu, Canton-Baiyun, Kunming-Changshui, Shanghai-Hongqiao, Shenzhen-Bao'an, Xi'an-Xianyang |
| China Southern Airlines | Shanghai-Pudong |
| Kunming Airlines        | Kunming-Changshui |
| Lucky Air               | Pékin-Capitale, Kunming-Changshui, Xi'an-Xianyang                                                                       |
| Qingdao Airlines        | Hengyang, Wenzhou-Longwan                                                                                               |
| Ruili Airlines          | Changsha, Chongqing-Jiangbei, Shantou-Chaozhou-Jieyang, Kunming-Changshui, Mandalay                                     |
| Sichuan Airlines        | Chengdu-Shuangliu |
| Tibet Airlines          | Changsha, Kunming-Changshui, Lijiang                                                                                    |

Édité le 03/10/2019